# Andrea Steyn
Pour les articles homonymes, voir Steyn.
Andrea Steyn, née le 30 décembre 1983 à Sasolburg en Afrique du Sud est une triathlète professionnelle sud-africaine, championne d'Afrique de triathlon en 2009.

## Biographie
Andrea Steyn remporte la médaille d'argent des Jeux africains de 2011 à Maputo.

## Palmarès
Le tableau présente les résultats les plus significatifs (podium) obtenus sur le circuit national et international de triathlon et du duathlon depuis 2009.
| Année | Compétition                           | Pays           | Position          | Temps           |
| ----- | ------------------------------------- | -------------- | ----------------- | --------------- |
| 2016  | Championnats du monde de duathlon     | Espagne        | Médaille d'argent | 1 h 56 min 52 s |
| 2016  | 5150 Bela Bela                        | Afrique du Sud | Médaille d'or     | 2 h 14 min 32 s |
| 2015  | 5150 Bela Bela                        | Afrique du Sud | Médaille d'or     | 2 h 14 min 29 s |
| 2015  | 5150 Ekurhuleni                       | Afrique du Sud | Médaille d'or     | 1 h 27 min 24 s |
| 2014  | 5150 Ekurhuleni                       | Afrique du Sud | Médaille d'or     | 2 h 5 min 9 s   |
| 2013  | 5150 Bela Bela                        | Afrique du Sud | Médaille d'or     | Timing          |
| 2013  | 5150 Ekurhuleni                       | Afrique du Sud | Médaille d'or     | 2 h 9 min 24 s  |
| 2012  | 5150 Bela Bela                        | Afrique du Sud | Médaille d'or     | Timing          |
| 2011  | Jeux d'Afrique                        | Mozambique     | Médaille d'argent | 1 h 6 min 58 s  |
| 2010  | Coupe d'Afrique - l'étape de Pretoria | Afrique du Sud | Médaille d'or     | 2 h 9 min 11 s  |
| 2009  | Championnats d'Afrique de triathlon   | Afrique du Sud | Médaille d'or     | 2 h 6 min 27 s  |

| Année | Compétition            | Pays           | Position      | Temps          |
| ----- | ---------------------- | -------------- | ------------- | -------------- |
| 2013  | Championnats d'Afrique | Afrique du Sud | Médaille d'or | 2 h 9 min 33 s |